# Eduardo Cunha
Eduardo Cosentino da Cunha (Rio de Janeiro, 29 de setembro de 1958) é um economista, radialista e político brasileiro, atualmente filiado ao Republicanos. Exerceu o cargo de deputado federal entre fevereiro de 2003 e setembro de 2016, quando teve o mandato cassado pelo plenário da Câmara dos Deputados. Foi presidente dessa Casa de 1º de fevereiro de 2015 até renunciar ao cargo em 7 de julho de 2016, época em que ficou conhecido por ser um dos protagonistas da crise política de 2014 e por ter instaurado e conduzido o processo de impeachment da presidente Dilma Rousseff. Membro da igreja Assembleia de Deus, Ministério de Madureira, compôs a bancada evangélica na Câmara.
Enquanto filiado ao Partido da Reconstrução Nacional (PRN), foi presidente da Telecomunicações do Rio de Janeiro (TELERJ) durante o Governo Collor, e enquanto filiado ao Partido Progressista Brasileiro (PPB), comandou a Companhia Estadual de Habitação no mandato do governador Anthony Garotinho. Candidatou-se pela primeira vez a um cargo eletivo em 1998, tendo ficado como suplente de deputado estadual do Rio de Janeiro e assumido uma vaga na Assembleia Legislativa do Estado em 2001. Elegeu-se deputado federal pela primeira vez em 2002, ainda no PPB, sendo reeleito pelo PMDB nas eleições de 2006, 2010 e 2014.
Cunha foi investigado pela Operação Lava Jato e foi denunciado pela Procuradoria-Geral da República ao Supremo Tribunal Federal (STF). Em 3 de março de 2016, o STF acolheu por dez votos a zero, em unanimidade, a denúncia do Procurador-Geral da República, Rodrigo Janot, contra Eduardo Cunha por corrupção passiva e lavagem de dinheiro, tornando-o réu neste tribunal. Em 5 de maio de 2016, o plenário do STF unanimemente manteve a decisão do então ministro Teori Zavascki que determinou o afastamento de Cunha de seu mandato de deputado federal e consequentemente do cargo de Presidente da Câmara dos Deputados. Acusado de mentir na CPI da Petrobras, teve contra si aberto processo que resultou em sua cassação por quebra de decoro parlamentar em 12 de setembro de 2016, tornando-o inelegível até o final de 2026.
Em 19 de outubro de 2016 foi preso preventivamente pela Polícia Federal na Lava Jato, e em março de 2017 foi condenado a 15 anos e quatro meses de prisão pelos crimes de corrupção passiva, lavagem de dinheiro e evasão de divisas. Em 18 de maio de 2017, teve um novo mandado de prisão expedido pela Justiça. Ao final de março de 2020, teve a prisão preventiva substituída pela prisão domiciliar em razão da pandemia de COVID-19, por estar no grupo de risco da doença COVID-19. Em setembro de 2020, voltou a ser condenado na Lava Jato, e teve sua aposentadoria cassada na ALERJ pelo TJ-RJ.
Em 29 de maio de 2023, o STF decidiu anular a condenação de Cunha a 15 anos e 11 meses por corrupção e lavagem de dinheiro em um dos processos da Lava Jato. Os ministros aceitaram o argumento da defesa de que o processo deveria ter sido conduzido pela Justiça Eleitoral, e não pela Justiça Federal em Curitiba.

## Primeiros anos, educação e família
Nascido no Rio de Janeiro em 20 de setembro de 1958, é filho de Elcy Teixeira da Cunha e Elza Cosentino, descendente de imigrantes italianos oriundos de Castelluccio Inferiore na região da Basilicata. Devido à ascendência italiana, Cunha é também cidadão italiano. Começou a trabalhar aos catorze anos como corretor de seguros. Trabalhou como auditor na empresa Arthur Andersen de 1978 a 1980, ano em que se graduou em economia pela Universidade Candido Mendes, e atuou como economista na Xerox do Brasil entre 1980 e 1982. Cunha foi casado com Cristina Bastos Dytz, com quem teve três filhos: Danielle Dytz da Cunha, publicitária e apontada como uma das beneficiárias das contas na Suíça, eleita deputada federal pelo Rio de Janeiro em 2022; além de Camilla e Felipe Dytz da Cunha. Já em seu segundo casamento, desta vez com a jornalista Cláudia Cruz, ex-apresentadora de telejornais da Rede Globo, a quem Cunha conheceu quando era presidente da TELERJ, ele teve Bárbara, conhecida como Babu.

## Carreira política

### Campanhas para o PDS e o PMDB
Seu primeiro contato com a política ocorreu trabalhando para as campanhas de Eliseu Resende, candidato ao governo de Minas Gerais pelo Partido Democrático Social (PDS) na eleição de 1982, e Moreira Franco, candidato ao governo fluminense pelo PMDB no pleito de 1986.

### Adesão a Collor e presidência da Telerj
Em 1989, o economista e empresário Paulo César Farias convidou Eduardo Cunha a se filiar ao Partido da Reconstrução Nacional (PRN) e a integrar o núcleo da campanha presidencial do candidato Fernando Collor de Mello. Com pouco menos de trinta anos na época, atuou como tesoureiro do comitê eleitoral de Collor no Rio de Janeiro. Segundo Daniel Tourinho, então presidente do PRN, Cunha foi o responsável por descobrir uma falha no registro do Partido Municipalista Brasileiro (PMB) que impediu a candidatura de Silvio Santos ao pleito.
Depois de eleito, Collor convidou Eduardo Cunha para integrar a nova equipe econômica do governo, chefiada por Zélia Cardoso de Mello, mas ele declinou. Em 1991, atendendo à sugestão de PC Farias, Collor nomeou Cunha para o comando da TELERJ, a então empresa fluminense de telecomunicações. Como presidente da companhia, reduziu os investimentos da empresa, conforme o projeto de privatizar as estatais do governo Collor, e criou uma comissão de licitação vinculada diretamente a seu gabinete. O Tribunal de Contas da União constatou irregularidades na contratação de servidores sem concurso, tratamento privilegiado a determinados fornecedores e falhas na licitação para a edição de catálogos telefônicos. Responsável pela implementação da telefonia celular no Rio de Janeiro, Cunha envolveu-se em um escândalo de superfaturamento, quando foi descoberto que ele havia assinado um aditivo de US$ 92 milhões a um contrato da Telerj com a fornecedora de equipamentos telefônicos NEC do Brasil (então controlada pelo empresário Roberto Marinho), em vez de abrir nova licitação.
Com a descoberta do Esquema PC em 1992, que culminaria no impeachment de Fernando Collor naquele mesmo ano, foi exonerado da presidência da Telerj em 1993, já no Governo Itamar Franco, tendo sido substituído por José de Castro Ferreira. Investigado no Esquema PC, Cunha negou ter participado das atividades ilegais descobertas neste esquema de corrupção.

### Filiação ao PPB e aproximação com Francisco Silva
Após a passagem pela TELERJ, passaria alguns anos como operador na Bolsa de Valores do Rio de Janeiro e prestando consultorias. Já bastante próximo do ex-ministro da Fazenda e então deputado federal Francisco Dornelles, filiou-se ao Partido Progressista Brasileiro (PPB) em 1995. Nessa mesma época, se aproximou do empresário Francisco Silva, então o deputado federal mais votado do Rio de Janeiro e dono da evangélica Rádio Melodia FM.
Quando presidia a TELERJ, Cunha havia conseguido uma linha telefônica para Silva, em uma época na qual aquilo era um bem escasso, e mais tarde o ajudou a renegociar uma dívida de dezesseis milhões de reais com o Instituto Nacional do Seguro Social (INSS), que saiu por 20% do valor original. Em gratidão, Silva apadrinhou Cunha, que passou a frequentar cultos em diversas igrejas evangélicas e passou a prestar serviços à rádio a partir de 1995. A amizade se solidificou quando os dois se tornaram sócios na empresa Montourisme Passagens e Turismo, embora Cunha tenha vendido sua parte ao empresário meses depois. Foi indicado ainda pelo amigo parlamentar para presidir novamente a TELERJ no primeiro mandato do Governo Fernando Henrique Cardoso.
Em 1996, Cunha e outras 41 pessoas foram autuados em um dos processos que investigava o Esquema PC, chegando a ser réu em um dos maiores processos do caso, acusado de envolvimento com Jorge Luiz Conceição, o operador das contas fantasmas do chamado esquema de corrupção. Todavia, um acórdão da Primeira Turma do Tribunal Regional Federal concedeu naquele mesmo ano um habeas corpus a Cunha e trancou a ação contra ele.

### Amizade com Garotinho e presidência da Cehab
Lançou-se candidato pela primeira vez nas eleições do Rio de Janeiro em 1998, concorrendo a uma vaga de deputado estadual. No entanto, recebeu apenas quinze mil votos e acabou apenas com a suplência na Assembleia Legislativa do Estado do Rio de Janeiro.
Em 1999, o governo de Anthony Garotinho nomeou Francisco Silva como secretário de Habitação, que por sua vez nomeou Cunha como subsecretário em agosto daquele ano. A secretaria foi extinta em outubro e foi substituída pela Companhia Estadual de Habitação, e Silva, que reassumiria seu mandato parlamentar, indicou Cunha para ocupar a presidência da nova empresa pública.
Contudo, Cunha ficou no cargo por pouco mais de seis meses, tendo sido afastado em abril de 2000 por conta de denúncias de irregularidades em contratos sem licitação e favorecimento a empresas fantasmas. Ele foi acusado de favorecimento à construtora Grande Piso, de propriedade de um filiado do PRN, em quatro licitações que somavam 34 milhões de reais para o conjunto Nova Sepetiba, o maior projeto habitacional do governo Garotinho, mas foi constatado que a empresa não tinha condições para tocar as obras. Outro caso de irregularidades envolveu a empresa Caci, representada por Jorge La Salvia (ex-procurador de Paulo César Farias) que venceu duas concorrências de R$ 570 mil para auditar contratos imobiliários da Cehab.
O escândalo não abalou os laços entre Anthony Garotinho e Eduardo Cunha, à época diretor da Melodia FM e produtor do programa do governador fluminense para a rádio evangélica. Em uma visita à residência oficial do governador para gravar um desses programas, Cunha e o deputado federal Francisco Silva foram vítimas de uma emboscada à bala na zona portuária do Rio de Janeiro, em outubro de 2000. Cunha escapou ileso, enquanto Silva levou um tiro de raspão.
Em 2001, o Tribunal de Contas do Estado do Rio de Janeiro confirmou as diversas irregularidades nas licitações da Cehab, entre eles a adulteração da certidão negativa de tributos estaduais da Grande Piso e superfaturamento de preços praticados pela Caci, e notificou Cunha a se defender.

### Deputado estadual (2001–2002)
Também em 2001, graças às articulações do governador Anthony Garotinho, assumiu uma vaga de deputado estadual na ALERJ, o que lhe garantia imunidade nas investigações do Ministério Público. Cada vez mais conhecido a frente da Melodia FM, também mantinha boletins diários para falar de assuntos variados e que terminavam com o bordão "O povo merece respeito" e se lançou a candidato a uma cadeira na Câmara dos Deputados nas eleições gerais de 2002, com o apoio de Garotinho. Foi eleito com 101.495 votos na disputa.

### Deputado federal (2003–2016)
Em 2003, trocou o então Partido Progressista (PP) pelo Partido do Movimento Democrático Brasileiro (PMDB). Foi reeleito, nas eleições de 2006, ao cargo de deputado federal, com 130 773 votos. Conseguiu novamente a reeleição em 2010, pelo PMDB, com 150.616 votos. Na página do TSE, o deputado declarou ter recebido 4,76 milhões de reais em doações para a campanha de 2010, dos quais 500 mil reais vieram da empreiteira Camargo Corrêa e o mesmo valor da Usina Naviraí de Açúcar e Álcool.
Membro da bancada evangélica, durante seu mandato, Cunha foi considerado um dos parlamentares mais conservadores da base aliada de Dilma Rousseff, até o rompimento de seu partido com o governo. No Congresso Nacional desde 2003 até 2016, notabilizou-se como defensor de valores tradicionais, por exemplo, posicionando-se contra a união estável homoafetiva, a descriminalização do aborto e da maconha.
Em 2010, o então deputado apresentou um projeto para criminalizar o preconceito contra os heterossexuais. Ele foi o autor de um projeto para a instituição do 'Dia do Orgulho Heterossexual' no Brasil. Ele foi também o autor de um projeto que quer punir com prisão de até 10 anos os médicos que auxiliarem mulheres a fazer aborto. Militante evangélico e frequentador assíduo de cultos, Cunha é detentor de centenas de domínios de cunho religioso na internet, dos quais 154 com a palavra "Jesus". Cunha foi contrário à regulação da mídia. Foi um crítico do Marco Civil da Internet e sugeriu, ao lado de outros membros do PMDB, mudanças na lei para manter a autonomia das companhias de telecomunicações no controle de fluxo dos usuários, o que permitiria que as companhias comercializassem pacotes de preços e velocidades diferentes de acordo com o conteúdo dos sites, o que é contrário ao conceito de neutralidade da rede.
Em 2013, foi eleito líder do PMDB na Câmara. No ano seguinte, entrou com uma queixa-crime no Supremo Tribunal Federal contra o também deputado Anthony Garotinho (PR-RJ) por injúria e difamação. Garotinho, em seu blog, referiu-se a Cunha como "deputado-lobista". Assessores da Câmara e lobistas com acesso a parlamentares do PMDB relatam que Eduardo Cunha registra em uma agenda a lista de empresas - ligadas principalmente aos setores de energia, telefonia e construção civil - beneficiadas por sua atuação parlamentar. Ainda naquele ano, foi reeleito para mais uma legislatura, tendo obtido 232 708 votos, sendo o terceiro mais votado do Estado do Rio de Janeiro.
Como radialista, tem atuado em sete rádios FM nos estados do Rio de Janeiro, São Paulo, Piauí e Paraná - violando o artigo 54 da Constituição Federal.
Em fevereiro de 2015, Cunha foi eleito para a Presidência da Câmara com 267 votos.
Até 12 setembro de 2016, foi o autor, individualmente ou em conjunto, de 95 Projetos de Lei, dentre os quais: o PL 8 220/2014 que torna gratuita a participação no Exame da Ordem dos Advogados do Brasil (OAB) até a aprovação final do bacharel (em tramitação, até a mesma data); o PL 7 881/2014 que obriga a remoção de links de mecanismos de pesquisa na internet que façam referência a informações consideradas defasadas ou irrelevantes sobre o envolvido e que está relacionada ao 'direito ao esquecimento' (em tramitação, até a mesma data); o PL 7 382/2010 que "penaliza a discriminação contra heterossexuais". Contudo, até a mesma época, só três projetos de lei haviam se tornado normas jurídicas, entre os quais a lei 12 467/2011, que regulamenta a profissão de sommelier. Além disso, propôs 13 emendas à Constituição entre as quais a PEC 164/2012 que propõe a inviolabilidade da vida humana desde a concepção (que aguardava parecer de comissão) e a PEC 449/2014 que muda o processo de escolha dos ministros do Supremo Tribunal Federal (STF) e, entre outras mudanças, dá mandato a eles (também em tramitação).

### Escândalos de corrupção

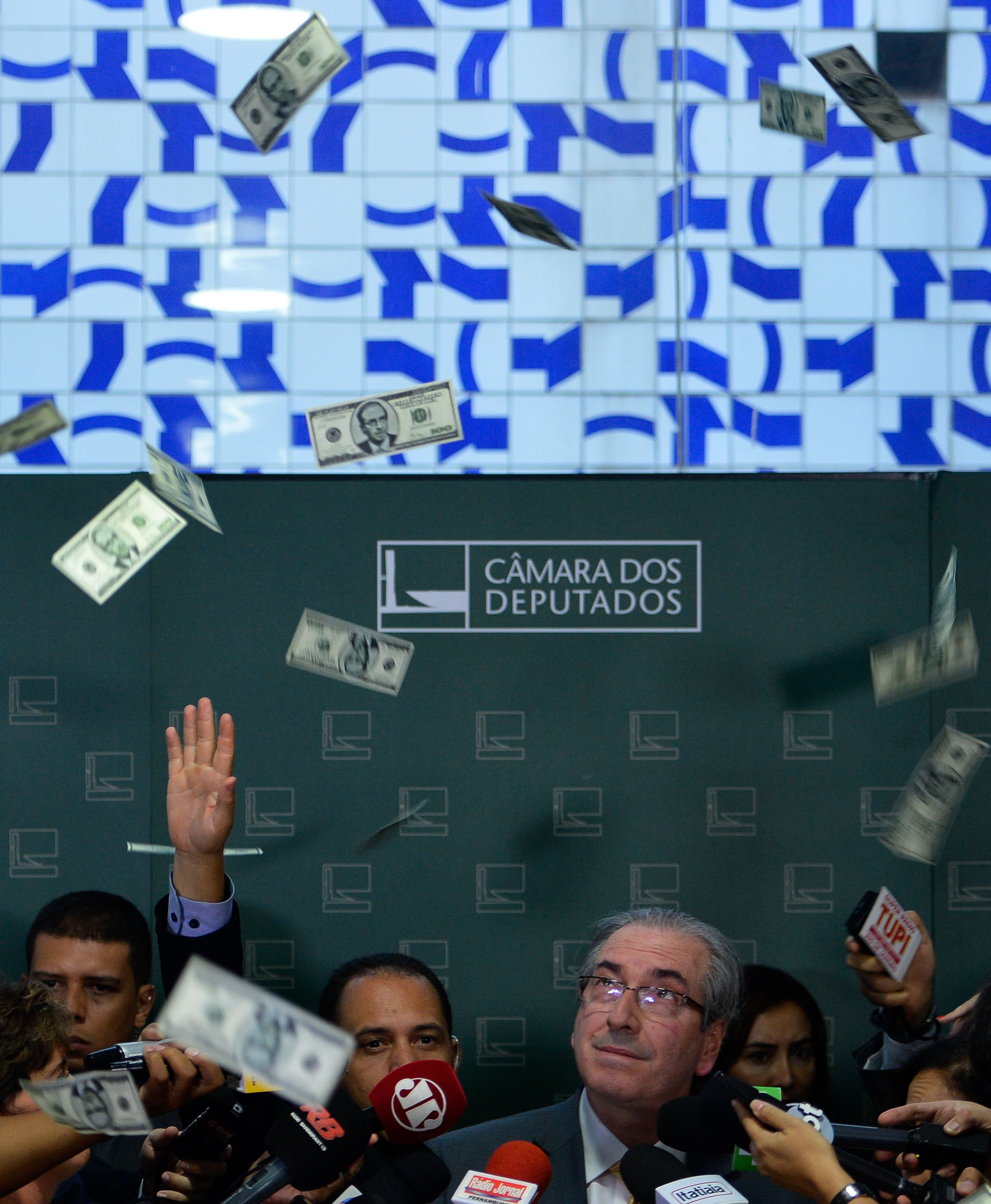
Eduardo Cunha recebendo banho de dólares falsos, contendo o seu rosto, em forma de protesto

Em 20 de agosto de 2015, Cunha foi pela primeira vez denunciado no âmbito da Operação Lava Jato. Foi denunciado ao Supremo Tribunal Federal pela Procuradoria-Geral da República por corrupção e lavagem de dinheiro, acusado de ter recebido 5 milhões de dólares em propinas.
No final de setembro, o Ministério Público da Suíça enviou ao Brasil um processo criminal, aberto em abril do mesmo ano, por suspeita de corrupção e lavagem de dinheiro levantada por movimentações em contas bancárias em um banco daquele país. Essas contas, segundo o Ministério Público Suíço, seriam controladas por Cunha em seu nome ou no de familiares. Esse processo culminou no congelamento dos ativos na Suíça atribuídos ao Deputado.

### Crise política eimpeachmentde Dilma Rousseff
Em 15 de outubro de 2015, os partidos PSOL e REDE pediram a cassação do mandato de Cunha ao Conselho de Ética da Câmara dos Deputados devido ao escândalo das contas na Suíça. O processo contra Cunha foi instaurado no mês seguinte.
Em 3 de dezembro de 2015, horas depois do PT retirar o apoio a Cunha no Conselho de Ética, Cunha aceitou um dos pedidos de impeachment apresentados contra a presidente Dilma Rousseff. Algumas lideranças do PT classificaram esse aceite de um pedido de impeachment como um golpe, avaliando como uma chantagem após a retirada do apoio do partido no Conselho de Ética.
Em 15 de dezembro de 2015, Eduardo Cunha foi alvo da Operação Catilinárias, operação da Polícia Federal, que representou uma nova fase da Operação Lava Jato. As buscas foram autorizadas pelo ministro do STF, Teori Zavascki, a pedidos do Procurador Geral da República. No mesmo dia, foi autorizado pelo Conselho de Ética, por votação de onze deputados a nove, o prosseguimento das investigações sobre as alegadas contas no exterior do deputado. Em 16 de dezembro de 2015, foi entregue pelo PGR um pedido de afastamento de Eduardo Cunha como Presidente da Câmara dos Deputados. O pedido diz que ele usou o cargo para atrapalhar as investigações contra ele. Porém, o STF decidiu deixar a decisão sobre o afastamento de Eduardo Cunha para depois do carnaval do ano 2016.
Em 3 de março de 2016, Cunha tornou-se réu na Lava Jato pela primeira vez. Nesse dia, o STF aceitou por unanimidade, por dez votos a zero, a primeira denúncia de Rodrigo Janot contra Eduardo Cunha por corrupção passiva e lavagem de dinheiro, tornando-o réu desse tribunal.
No dia 17 de abril de 2016, mesmo sob investigação e com um processo correndo na justiça, Cunha conduz a votação do impeachment de Dilma na Câmara dos Deputados. Durante a sessão, que durou dez horas, recebeu elogios de apoiadores, bem como ofensas de opositores, que o chamavam de corrupto.

### Afastamento do mandato de deputado e renúncia à Presidência da Câmara

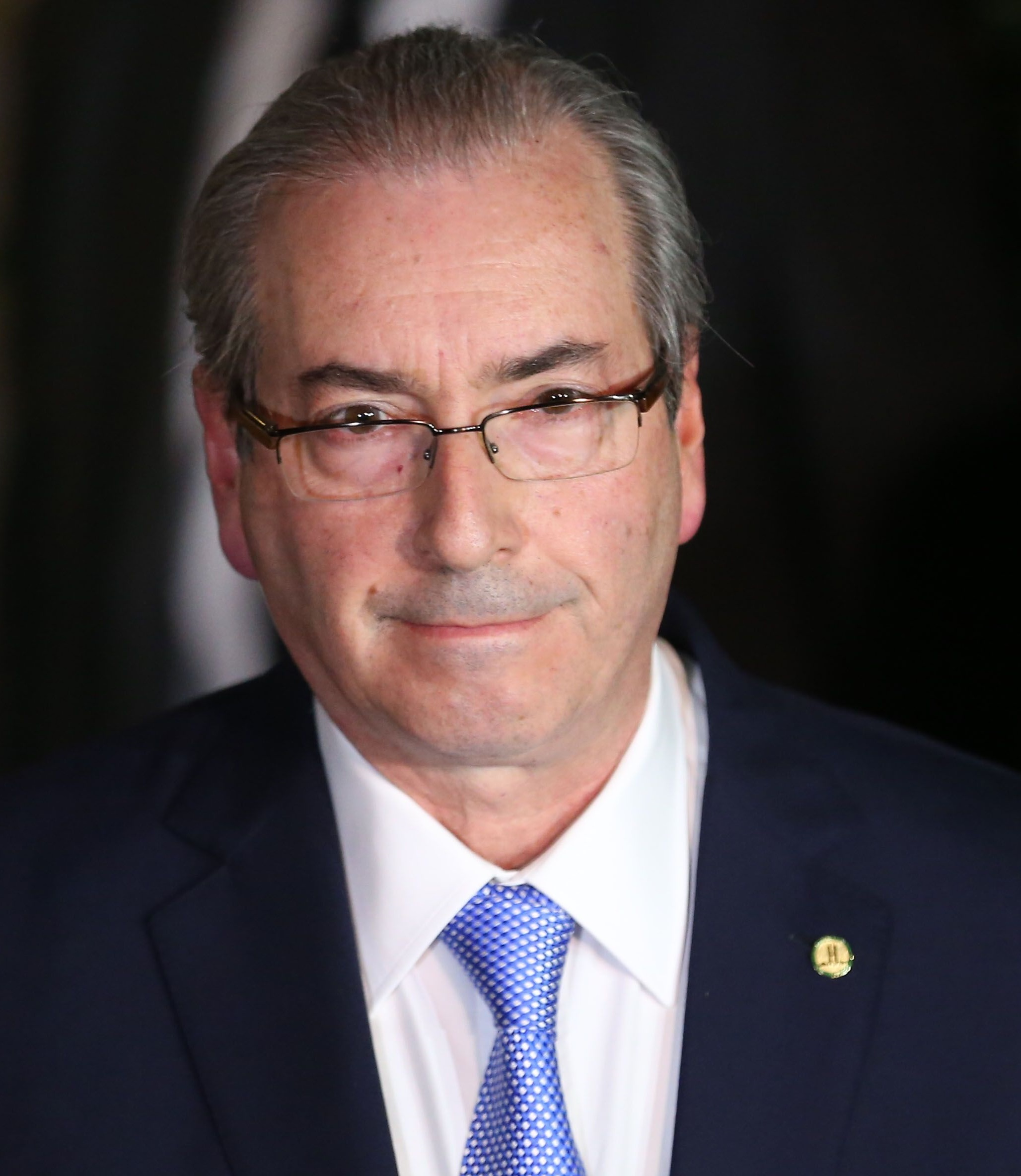
Eduardo Cunha durante coletiva de imprensa sobre seu afastamento pelo STF, em 5 de maio de 2016.

No dia 5 de maio de 2016, apenas um mês após a votação do impeachment, o ministro do STF Teori Zavascki, relator da Operação Lava Jato, acolheu o pedido da Procuradoria-Geral da República, afastando Eduardo Cunha de seu mandato de deputado federal e, consequentemente, presidente da Câmara dos Deputados. Com seu afastamento provisório, Waldir Maranhão assumiu interinamente a presidência da Câmara dos Deputados.
A decisão do ministro Zavaski teve caráter liminar, mas, no mesmo dia, o STF analisou pedido de afastamento protocolado pela Procuradoria Geral da República, ao invés de analisar um pedido protocolado pelo partido Rede, que sustentava que, por ser réu de uma ação penal da Operação Lava Jato, Cunha não poderia estar na linha sucessória à Presidência da República. Por unanimidade, os onze ministros do STF votaram a favor do afastamento de Cunha, conforme o pedido da Procuradoria Geral da República, entendendo que o deputado usava seu cargo para atrapalhar as investigações da operação Lava Jato. A decisão não incluiu a cassação do deputado, que só poderia ser tomada pelo plenário da Câmara, ou seja, seus 513 deputados. O afastamento valeria por tempo indeterminado, até que o procurador geral e o ministro do STF considerassem que não havia mais possibilidade de interferência na Lava Jato.
Em 7 de julho de 2016, em discurso no Salão Nobre da Câmara dos Deputados, anunciou sua renúncia à presidência da Câmara, após dois meses afastado.

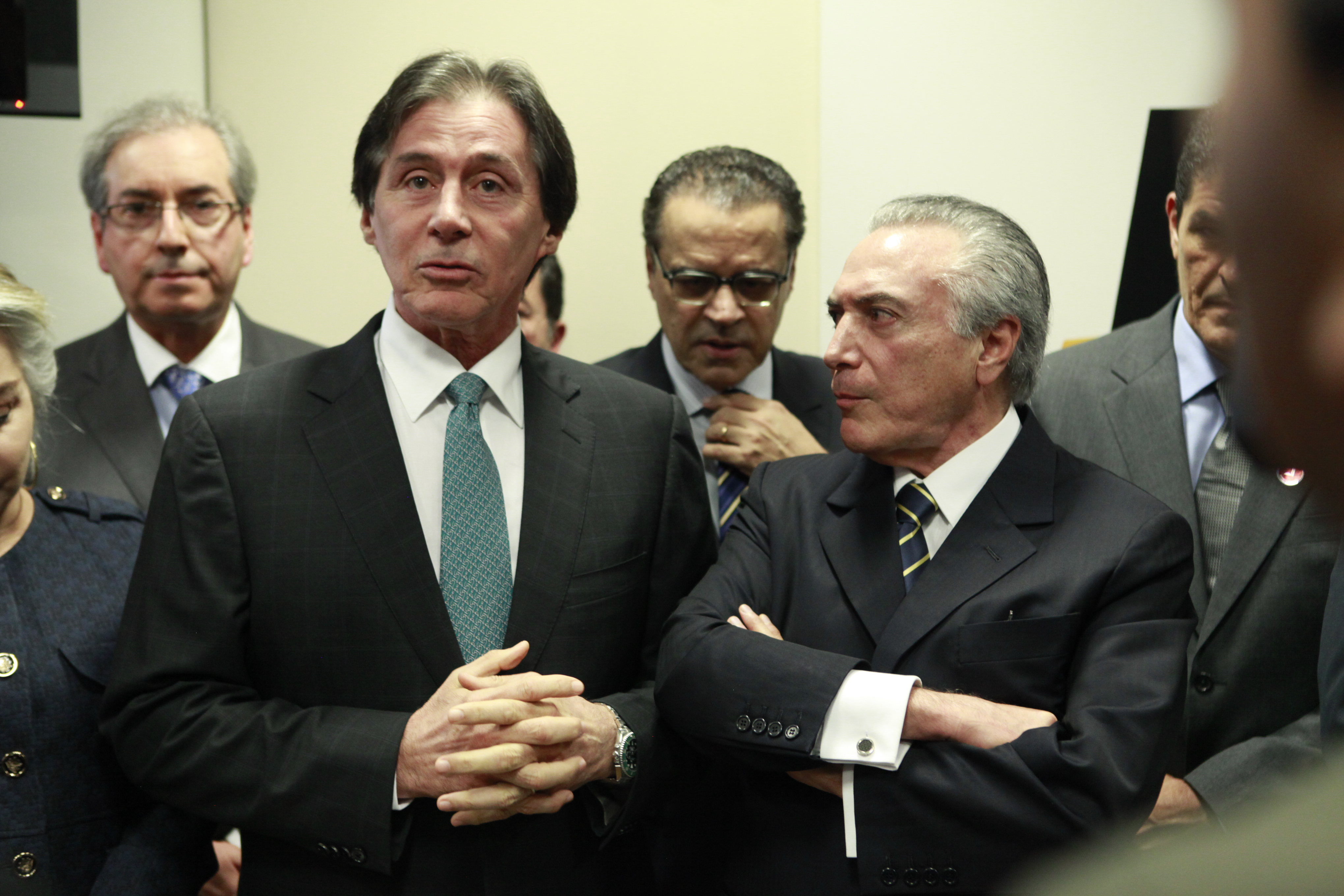
Eduardo Cunha acompanhado por Eunício Oliveira e Michel Temer

### Perda do mandato
Após cerca de oito meses de tramitação no Conselho de Ética, o pedido de cassação do mandato de Cunha, que foi considerado o mais longo da história do Conselho, foi aprovado em 14 de junho de 2016. O parecer realizado pelo relator do pedido de cassação, deputado Marcos Rogério da Silva Brito, foi aprovado por 11 votos contra 9 o que permitiu que o processo pudesse seguir adiante, sendo então encaminhado à Comissão de Constituição e Justiça da Câmara e posteriormente para votação no plenário.
No dia 12 de setembro de 2016, o plenário da Câmara dos Deputados cassou o mandato parlamentar de Eduardo Cunha, por 450 votos a favor, 10 contrários e 9 abstenções, em virtude de quebra de decoro parlamentar, considerando que o ex-deputado teria mentido à CPI da Petrobras ao negar, durante depoimento em março de 2015, ser titular de contas bancárias no exterior.
Por conta da condenação, Cunha ficou inelegível por 8 anos a contar do final do mandato (que seria em 2018), sendo proibido de disputar cargos eletivos até o fim de 2026.

### Eleições de 2022
Em junho de 2022, o TRF-1 suspendeu os efeitos da condenação que impediam sua candidatura; em agosto, o ministro Luiz Fux suspendeu essa decisão; em setembro, o TRE-SP considerou que Cunha podia concorrer. Em 2 de outubro, recebeu pelo PTB 5.044 votos para deputado federal por São Paulo, não sendo eleito..
Sua filha, Danielle Cunha (União), foi eleita deputada federal pelo Rio de Janeiro com 75.810 votos.

## Controvérsias

### Outras denúncias na Lava Jato
Em 15 de março de 2016, foi homologada pelo STF a delação premiada do senador Delcídio do Amaral que cita entre diversos políticos, Eduardo Cunha, como sendo "menino de recados" do BTG Pactual. Cunha é acusado por estar envolvido em favorecimento do banco BTG Pactual em medidas provisórias que possibilitariam a utilização de ativos em liquidação de dívidas. Em maio de 2016, Rodrigo Janot pediu a abertura de mais um inquérito contra Eduardo Cunha, com base nas mensagens trocadas com o executivo da OAS (atual Grupo Metha) Leo Pinheiro.
Em 10 de junho de 2016, a Procuradoria-Geral da República apresentou uma terceira denúncia contra Cunha na Operação Lava Jato. A denúncia diz respeito ao suposto envolvimento de Eduardo Cunha em desvios nas obras do Porto Maravilha no Rio de Janeiro. A acusação se baseia nas delações premiadas dos empresários Ricardo Pernambuco e Ricardo Pernambuco Júnior, da Carioca Engenharia. A suspeita é de que o parlamentar tenha solicitado e recebido propina do consórcio formado pelas empreiteiras Odebrecht, OAS e Carioca Christiani Nielsen Engenharia que atuava na obra do Porto Maravilha, no montante de cerca de R$ 52 milhões.

### Ação Civil Pública
Em 14 de junho de 2016, a força-tarefa da Operação Lava Jato no Paraná protocolou ação civil pública de improbidade administrativa contra o Eduardo Cunha. De acordo com o Ministério Público Federal (MPF), ele foi beneficiário direto do esquema de corrupção instalado na Diretoria Internacional da Petrobras. Os procuradores pedem que Cunha pague 270,507 milhões de reais em multas. Além de Cunha, são requeridos na ação a mulher dele, Cláudia Cruz, o ex-diretor da estatal Jorge Zelada, o operador João Henriques e o empresário Idalécio Oliveira, os quatro viraram réus em ação criminal da Lava Jato no dia 10 de junho de 2016.

### Fundo de pensão dos funcionários da CEDAE
A área técnica da Comissão de Valores Mobiliários (CVM), órgão responsável pela fiscalização do mercado financeiro, apontou em relatório sigiloso de março de 2015 que o presidente da Câmara dos Deputados, Eduardo Cunha obteve um "lucro indevido" de R$ 900 mil por operações realizadas entre 2003 e 2006 com fundos de investimento movimentados pela Prece, o fundo de pensão dos funcionários da Companhia Estadual de Águas e Esgotos do Rio de Janeiro (CEDAE).

### Compra de votos
Segundo a delação premiada do operador Lúcio Funaro, homologada pelo Supremo Tribunal Federal, Cunha teria pedido, e recebido, um milhão de reais para comprar votos a favor do impeachment de Dilma Rousseff. Funaro disse em depoimento à justiça em agosto de 2017 que foi procurado dias antes da votação.

### Panama Papers
Em 4 de abril de 2016, foi divulgado pelo jornal El País que Eduardo Cunha e outros investigados na Lava Jato tem contas em empresas offshores no exterior abertas pela companhia panamenha Mossack Fonseca, especializada em camuflar ativos usando companhias sediadas em paraísos fiscais.

### Fundo de investimento do FGTS
O ex vice-presidente da Caixa Fábio Cleto afirmou que Cunha recebeu pagamentos de propina em troca da liberação de verbas do fundo de investimentos do FGTS (FI-FGTS). De acordo com a Folha de S.Paulo, Cleto confirmou em relatos preliminares para uma possível delação premiada que Cunha cobrou 52 milhões de reais em propina da construtora Carioca Engenharia em troca da liberação de recursos para projeto do Porto Maravilha, no Rio de Janeiro, que tem relação com os Jogos Olímpicos no Brasil.

### Absolvições
Em agosto de 2014, Eduardo Cunha foi absolvido por falta de provas do uso de documentos falsos em processo contra sua gestão na Companhia Fluminense de Habitação pela segunda turma do Supremo Tribunal Federal, tendo sido defendido nesse caso pelo então advogado Alexandre de Moraes. O ministro do STF Gilmar Mendes, enquanto relator do processo, destacou que não houve elementos que provassem o conhecimento pelo réu do fato de que os documentos produzidos pelo procurador Hélio Fischberg eram falsos.

### Prisão e condenações
Em 19 de outubro de 2016 foi preso em Brasília por decisão do juiz federal Sergio Moro responsável pela Operação Lava Jato em primeira instância, em Curitiba. A Operação Lava Jato pede condenação de Eduardo Cunha por improbidade administrativa. Também são alvos da operação a mulher de Eduardo, Cláudia Cruz, o ex-diretor da Petrobrás, Jorge Zelada, o acusado de ser operador do PMDB no esquema, João Augusto Rezende Henriques, e Idalécio Oliveira, empresário português proprietário da CBH (Companie Beninoise des Hydrocarbures Sarl). Os investigados em tese recebiam, no exterior, em suas contas, dinheiro desviados de corrupção e os repassavam para parlamentares.
Em 18 de maio de 2017 a Justiça expediu um novo mandado de prisão contra Eduardo Cunha após a delação premiada de Joesley e Wesley, proprietários do grupo JBS.
Em 30 de março de 2017, Eduardo Cunha foi condenado, no âmbito da Operação Lava Jato, pelo juiz Sergio Moro, a 15 anos e 4 meses de reclusão pelos crimes de corrupção passiva, lavagem de dinheiro e evasão de divisas.
Em 26 de março de 2018, o Tribunal Regional Federal da 4ª Região (TRF4) negou os embargos de declaração da apelação criminal, mantendo a condenação anterior do tribunal de 14 anos e 6 meses de reclusão, ante 15 anos e 4 meses sentenciado em primeira instância.
Em 1º de junho, foi condenado pelo juiz Vallisney de Souza Oliveira a 24 anos e dez meses de prisão, em regime fechado, pelo crime de corrupção no processo que apurou pagamento de propina de empresas interessadas na liberação de verbas do Fundo de Investimento do Fundo de Garantia do Tempo de Serviço (FI-FGTS).
No dia 9 de setembro de 2020, foi condenado a 15 anos e 11 meses de reclusão pelos crimes de corrupção passiva e de lavagem de dinheiro na operação Lava Jato no Paraná. Foi a segunda condenação no âmbito da operação.

### Aposentadoria cassada
Em 10 de setembro de 2020, teve a sua aposentadoria na ALERJ cassada pelo Tribunal de Justiça do Estado do Rio de Janeiro (TJ-RJ) por improbidade administrativa praticada enquanto ainda era deputado estadual, entre 2001 e 2002.

### Revogação da Prisão
Em 28 de abril de 2021, Eduardo Cunha teve a prisão revogada pelo Tribunal Regional Federal da 4ª Região (TRF-4), o habeas corpus do TRF-4 também determinou a retirada da tornozeleira eletrônica.
Em 29 de maio de 2023, o STF decidiu anular a condenação de Cunha a 15 anos e 11 meses por corrupção e lavagem de dinheiro em um dos processos da Lava Jato. Os ministros aceitaram o argumento da defesa de que o processo deveria ter sido conduzido pela Justiça Eleitoral, e não pela Justiça Federal em Curitiba. A investigação deverá ser enviada à Justiça Eleitoral, onde um novo juiz irá decidir se restabelece ou não a condenação de Cunha, além da validade das provas, ou se o caso será retomado da estaca zero. O MPF afirma que o ex-deputado foi beneficiado de receber ao menos US$ 5 milhões em propina nos contratos de construção de navios-sonda da Petrobras em contrato com a Samsung Heavy Industries (SHI).

## Empresas
Eduardo Cunha e sua segunda esposa, Cláudia Cruz, são sócios proprietários de diversas empresas. Dentre as empresas ligadas diretamente a Cunha, são citadas a "C3 Produções", a "Netherton Investment", em Singapura, a "Triumph SP" e a "Jesus.com", que tem como atribuições fazer propagandas e programas de rádio e que tem sob seu CNPJ um Porsche Cayenne S de 2013, avaliado em 429 000 reais. Outras empresas ligadas a Cunha e à sua esposa possuem ainda dois Porsches, uma BMW e cinco SUVs. Além das empresas, Cunha manteve em 2014 o registro de 288 domínios de internet, tais como facebookjesus.com.br, compracrente.net.br, jesustube.net.br e windowslivejesusmessenger.com.br. Ainda em 2014, Eduardo Cunha declarou possuir bens no valor de R$ 1 649 226,10.

## Desempenho em Eleições
| Ano  | Eleição                     | Partido | Candidato a       | Votos   | %     | Resultado  | Ref    |
| ---- | --------------------------- | ------- | ----------------- | ------- | ----- | ---------- | ------ |
| 1998 | Estaduais no Rio de Janeiro | PPB     | Deputado Estadual | 15.627  | 0,22% | Suplente   | [ 7 ]  |
| 2002 | Estaduais no Rio de Janeiro | PPB     | Deputado Federal  | 101.495 | 1,25% | Eleito     | [ 7 ]  |
| 2006 | Estaduais no Rio de Janeiro | PMDB    | Deputado Federal  | 130.773 | 1,64% | Eleito     | [ 7 ]  |
| 2010 | Estaduais no Rio de Janeiro | PMDB    | Deputado Federal  | 150.616 | 1,88% | Eleito     | [ 7 ]  |
| 2014 | Estaduais no Rio de Janeiro | PMDB    | Deputado Federal  | 232.708 | 3,06% | Eleito     | [ 7 ]  |
| 2022 | Estaduais em São Paulo      | PTB     | Deputado Federal  | 5.044   | 0,02% | Não eleito | [ 81 ] |